# Comté de Hancock (Tennessee)
Pour les articles homonymes, voir Comté de Hancock.

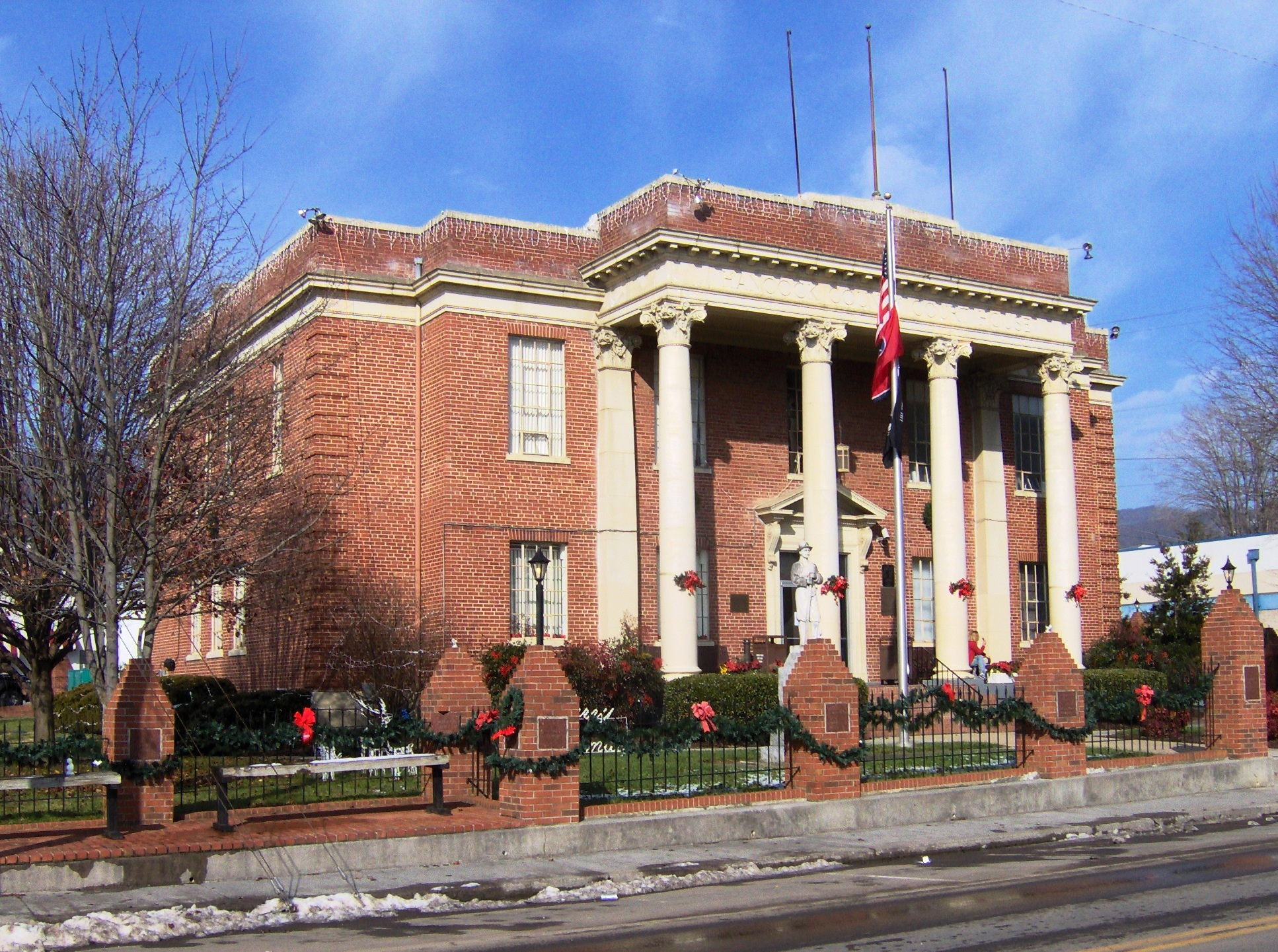
Palais de justice du comté à sneedville

Le comté de Hancock est un comté de l'État du Tennessee, aux États-Unis. Son siège est situé à Sneedville et sa population en 2005 était estimée à 6 704 habitants.